# Флаг Нунавута
Флаг канадской территории Нунавут был принят 1 апреля 1999 года, одновременно с образованием самой территории Нунавут. На флаге имеется красный инуксук и синяя звезда, изображающая полярную звезду. Цвета на флаге символизируют богатство земли, моря и неба. Флаг был принят с учётом мнения местного населения.

## Символика
Флаг Нунавута состоит из золотого и белого полей, разделённых красным вертикальным инуксуком и с синей звездой в верхней части белого поля. Синий и золотой цвета символизируют «богатство земли, моря и неба», в то время как красный цвет указывает на канадскую принадлежность. Инуксук, разделяющий поле флага пополам, — это традиционный каменный монумент инуитов, используемый для ориентиров и в священных местах. Синяя звезда символизирует полярную звезду — ключевой объект, выполняющий роль навигационного маяка и символически представляющий мудрость и руководство местных старейшин.

## История
Процесс создания флага для Нунавута начался ещё до создания самой территории в 1999 году. Это вызвало значительное оживление, так как с изменениями в карте Канады создавались и символы новой территории. В знак уважения к старейшинам инуитских общин Нунавута руководство созданием флага и герба было поручено именно им. В процессе создания стремились дать общественности большую возможность внести свой вклад в цвета и символику флага, а также дать возможность местным художникам участвовать в его разработке. Собралась целая группа по созданию флага. Она посетила ряд общин в целях получения информации о местной культуре. Группа посетила, в частности, эскимосские деревни Ранкин-Инлет, Бейкер-Лейк, Кейп-Дорсет, Икалуит и Пангниртунг.
Группой было принято более 800 предложений. Они были рассмотрены комитетом, состоящим из артистов и местных старейшин, которые выбрали десять финалистов. В итоговой разработке принял участие и местный эскимосский художник Эндрю Каппик. Окончательный вариант флага был принят комиссией, а также генерал-губернатором Канады и королевой Елизаветой II. Официально флаг был представлен 1 апреля 1999 года, в день образования новой территории Нунавут.
После принятия флаг был подвергнут критике по вексиллологическим причинам — из-за слишком большого количества цветов, размещения звезды, использования золотого и белого фоновых полей и чёрного контура вокруг инуксука.